# برگلیوت آرنالدس
برگلیوت آرنالدس (ایسلندی: Bergljót Arnalds؛ زادهٔ ۱۵ اکتبر ۱۹۶۸) نویسنده، بازیگر، مجری تلویزیون و خواننده و تهیه‌کننده تلویزیونی اهل ایسلند است.
وی بابت ساخت نخستین بازی رایانه ای ایسلندی به نام «شخصیت‌ها» (Stafakarlarnir)، جایزه پیشگامان اودار را دریافت کرد. او بیشتر به خاطر نگارش یک کتاب پرفروش برای کودکان و کارهای تلویزیونی‌اش شناخته شده‌است. او تهیه‌کننده و مجری برنامه تلویزیونی کودکان «۲۰۰۱ شب» بود.
وی همچنین در نمایش‌نامه‌های متفاوتی ایفای نقش نموده‌است که از آن میان، می‌توان به بازی در نقش «دالی» در جزیرهٔ شیطان، «لوسی» در دراکولا، «استلا» در اتوبوسی به نام هوس و «سوفی» در دنیای سوفی اشاره نمود.